# Werner Thärichen
Werner Hermann Walter Thärichen (* 18. August 1921 in Neuhardenberg; † 24. April 2008 in Berlin) war ein deutscher Schlagzeuger, Solopauker bei den Berliner Philharmonikern und Komponist.

## Leben
Werner Thärichen wurde als Sohn von Walter Thärichen und dessen Frau Erika, geb. Sprockhoff, in Neuhardenberg geboren. Sein Großvater, Hermann Sprockhoff, war Obertelegraphenassistent in Neuhardenberg. Thärichen studierte an der Hochschule für Musik in Berlin Komposition und Dirigieren, erlernte aber auch das Flöten- und Klavierspiel und war Schlagzeuger und Paukist in den Orchestern der Hamburgischen Staatsoper und der Staatsoper Unter den Linden in Berlin. Von 1948 bis 1984 war er zuerst unter Wilhelm Furtwängler und dann vor allem unter Herbert von Karajan Erster Solopauker der Berliner Philharmoniker und zeitweilig auch im Vorstand des Orchesters.
Als Musikschaffender hinterließ er ein Œuvre von mehr als 70 Werken. Uraufführungen seiner Kompositionen wurden von Dirigenten wie Sergiu Celibidache, Eugen Jochum oder Herbert von Karajan dirigiert.
Bekannt wurde vor allem sein Konzert für Pauken und Orchester, op. 34 (1954), das er auch häufig selbst als Solist oder als Dirigent im In- und Ausland aufführte. Bis zuletzt arbeitete er an seiner Oper Nur noch 40 Tage über die biblische Jona-Geschichte, die 2005 in Tokio mit der Stabführung von Takeo Noguchi uraufgeführt wird.
Thärichen war Professor für Orchesterleitung an der Hochschule der Künste in Berlin, Ehrenprofessor der Gei-Dai University in Tokio und Präsident der Wilhelm-Furtwängler-Dirigenten-Werkstatt in Mürzzuschlag in Österreich.
Im April 1968 heiratete Thärichen in Berlin Christa Bauer, mit der er zwei Söhne hatte: Holger und Nicolai Thärichen.

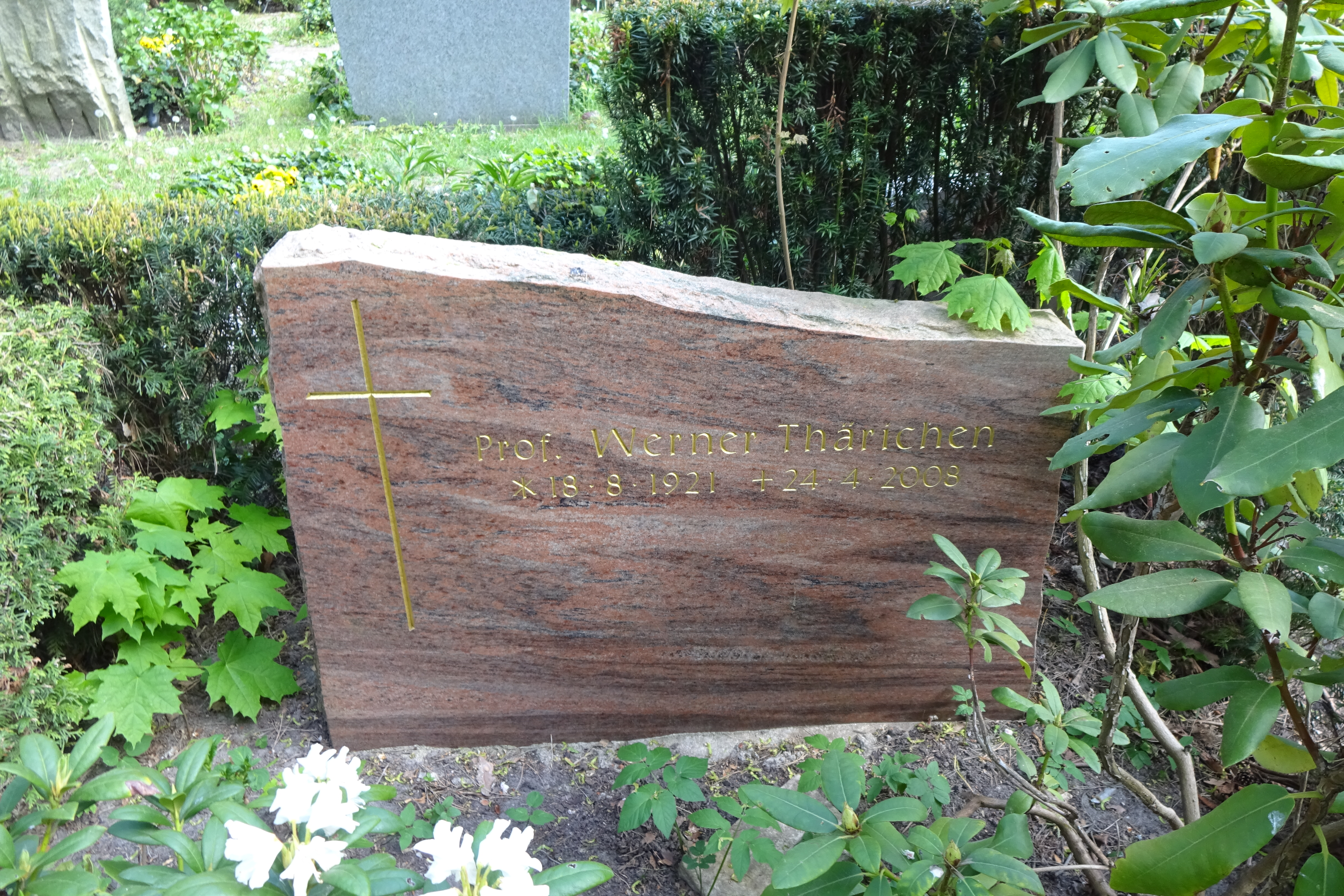
Grabstätte

Er ist auf dem Evangelischen Kirchhof Nikolassee bestattet.

## Auszeichnungen
1965 erhielt Thärichen den Kunstpreis der Stadt Düsseldorf.

## Werke (Auswahl)

### Schriften
- Pauker-Training: Ein Lehr- und Arbeitsbuch zum Studium für Pauker und Schlagzeuger. Boosey & Hawkes Bote & Bock, Berlin 1976, ISBN 3-7931-1277-2.
- Immer wieder Babylon- oder Musik als Sprache der Seele. Henschel, Berlin 1991, ISBN 3-362-00614-0.
- Paukenschläge. Furtwängler oder Karajan? M&T Verlag, Zürich-Berlin 1987, ISBN 3-7265-6011-4.
- Furtwängler-Studien. I. Beiträge zum Symposium der 1. Wilhelm-Furtwängler-Tage, Jena. Mit Beiträgen von Werner Thärichen u. a. Autoren: Ries & Erler, Berlin 1998, ISBN 3-87676-010-0.

### Kompositionen
- Sonate für Klavier op. 28
- Konzert für Flöte und Streichorchester op. 29
UA Sergiu Celibidache, Aurèle Nicolet
- Streichquartett Nr. 1 op. 31
- Konzert für Pauke und Orchester op. 34 (1954)
- Konzert für Violine und Orchester op. 36
UA Lovro von Matačić, Helmut Heller
- Bläseroktett op. 40 (1960)
UA 1. Oktober 1960 Berliner Festwochen
- Konzert für Oboe und Orchester op. 46 (1967)
- Duo für Flöte und Oboe op. 47
- Klangstufen für Violine und Klavier op. 49
- Schlagzeug-Trio op. 52
- Konzert für Marimbaphon, Posaune und Orchester, op. 53 (1974)
UA 28. Februar 1974 Bochum
- Der Paukerkrieg „Batrachomyomachia“ für 2 Pauken, Solo, Kammerorchester und Orchester op. 55
UA Berliner Festwochen, Herbert von Karajan
- Konzert für Schlagzeug und Orchester
- Konzert für Klavier und Orchester Nr. 1
UA Herbert von Karajan, Alfred Brendel
- Konzert für Klavier und Orchester Nr. 2
UA Sergiu Celibidache, Takahiro Sonoda
- Konzert für Violoncello und Orchester
UA Eugen Jochum, Tibor de Machula

- Anaximanders Ende Kammeroper in 1 Akt, Libretto von Wolfdietrich Schnurre (1958)
UA 1958 Berliner Festwochen, Hermann Scherchen
- Oper "Noch 40 Tage" (2004)
UA 2005 Furtwängler Institut Tokio, Takeo Noguchi（野口剛夫）